# Marcos Terena
Mariano Justino Marcos Terena, ou apenas Marcos Terena (Aquidauana, 15 de julho de 1952), é um líder indígena brasileiro. Pertence à etnia indígena Xané como se autodenominam os Terena.

## Biografia

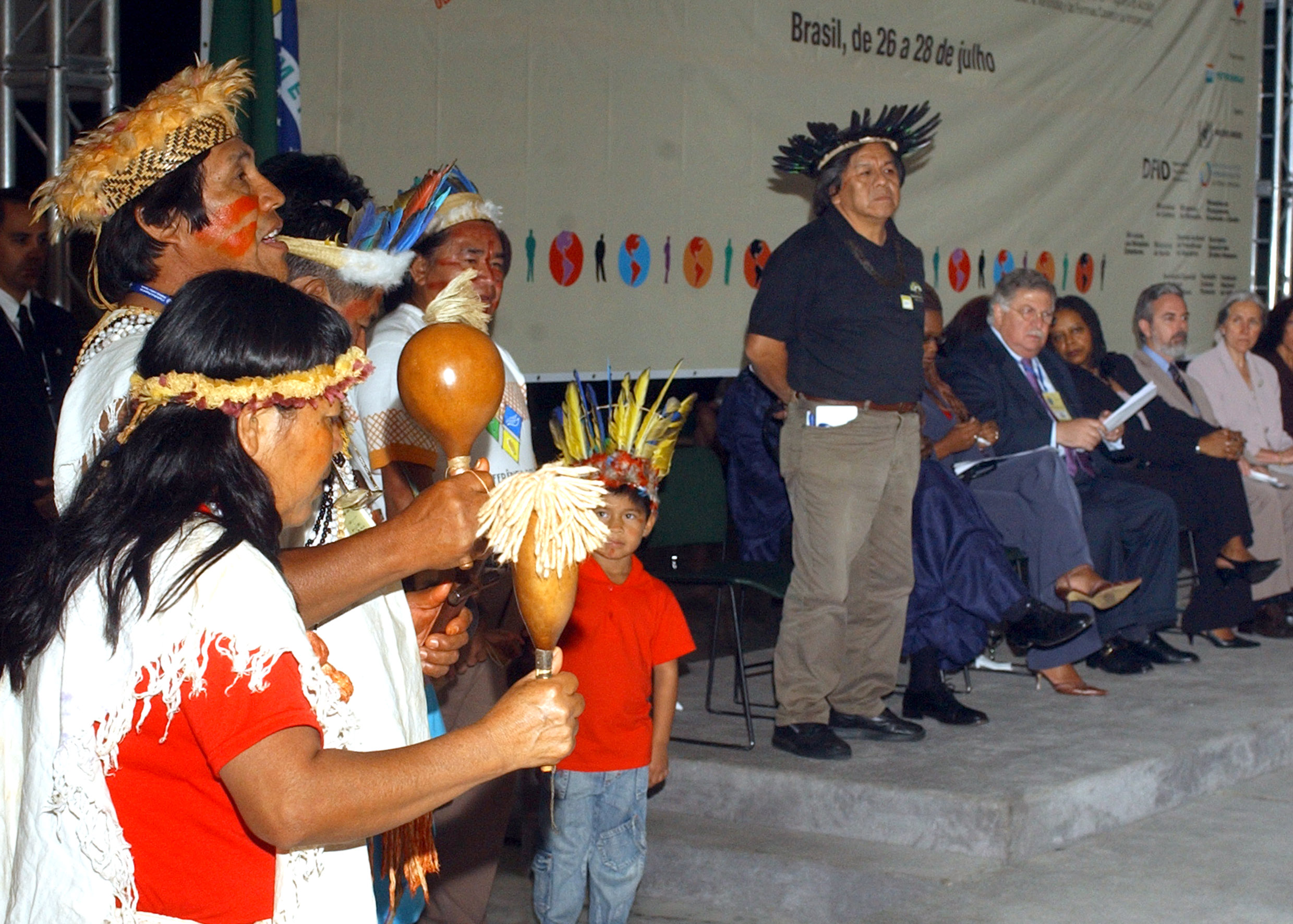
Marcos Terena na abertura da Conferência Regional das Américas

Nascido numa pequena Aldeia conhecido como Posto Indígena de Taunay, município de Aquidauana, no estado do Mato Grosso do Sul, no Brasil, em 1952, Marcos pertence à etnia indígena Xané como se autodenominam os Terena. Aprendeu a ler em português já aos sete anos de idade em Campo Grande, atual capital do Estado. Continuou seus estudos na cidade e quase sempre era confundido como um descendente de japoneses, ou então discriminado como um "bugre", nome pejorativo dado aos descendentes indígenas. Mesmo desanimado e envergonhado por esse nível de tratamento que a sociedade envolvente lhe impunha, frequentou a melhor escola pública da cidade, o Colégio Estadual Campograndense onde fez o Ginasial e o Científico, para depois ser aprovado nos duros exames da Aeronáutica e ingressar na Academia da Força Aérea, onde aprendeu a pilotar aeronaves. Assim se tornou o primeiro indígena Piloto Comercial de Aeronaves. Marcos Terena nunca dependeu de qualquer apoio da FUNAI - Fundação Nacional do Índio, mas ao chegar em Brasília no ano de 1976 conheceu o órgão indigenista e descobriu a existência do chamado Estatuto do Índio, Lei 6001, onde consta por exemplo, que todo o índio brasileiro é considerado "relativamente incapaz". Esse argumento foi o grande empecilho para que Terena assumisse qualquer cargo ou serviço a carreira de Piloto de Aeronaves durante três anos, só ocorrendo após o parecer da Força Aérea Brasileira, o único órgão legítimo para o credenciamento de aeronautas. Paralelamente a essa longa espera de superação de um preconceito institucional, Marcos Terena conheceu e recebeu apoio de vários Chefes Indígenas e se tornou um líder de 15 jovens indígenas que viviam em Brasília como estudantes indígenas sob o patrocínio da mesma FUNAI, ocasião em que se aprofundou na leitura dos direitos indígenas. O grupo de jovens era conhecido como a equipe de futebol UNIND - União das Nações Indígenas, prontamente rebatido pelo governo militar através do mentor principal desse regime, o General Golberty do Couto e Silva que exigia a expulsão imediata dos mesmos para suas aldeias por dois motivos oficiados: Brasília seria uma terra atípica para o índio e, se o grupo de jovem continuassem vivendo na capital se tornariam cobras venenosas para picar o indigenismo oficial. Assim, mais uma vez, o que era um time de futebol se transformou no primeiro movimento indígena político do País, livre, autônomo e de opinião próprio. Além de Piloto de Selva Marcos Terena se tornou um escritor e comunicador indígena através de escritos em revistas e jornais nacionais e internacionais, além de publicar dois livros como o Indio Aviador pela editora Moderna e Cidadãos da Selva pela Editora da Secretaria de Educação do Rio de Janeiro, mas foi também o criador do roteiro que compõem o curta-metragem Cidadão Jatobá, onde narra toda a composição do filme. Vários de seus textos foram usados em Vestibulares de Universidades Públicas Privadas.
Em 1986 a convite do Líder político Leonel Brizola, ingressou no PDT para concorrer a uma vaga a Assembleia Nacional Constituinte por Brasília. Apesar desse apoio e de um grupo de artistas, atores e cantores de nível nacional como Beth Carvalho, Osmar Prado, Gonzaguinha, Roberto Ribeiro e Chico Buarque que promoveram um show especial em Brasília denominado "Puro Brasil", não conseguiu se eleger, mas mesmo assim criou um grupo de indígenas com base nos estudantes da UNIND, chefes indígenas e lideranças espirituais para fazer uma frente e lutarem pelos direitos constitucionais, que culminou com a aprovação de um Capítulo na Constituição brasileira de 1988.
No ano de 1992 foi convidado pela Organização das Nações Unidas (ONU) a organizar o tema indígena durante a Conferência das Nações Unidas sobre o Meio Ambiente e o Desenvolvimento realizada na cidade do Rio de Janeiro em 1992, Marcos Terena elaborou um trabalho de visibilidade ao tema indígena a partir da criação de um Parque Temático de nível internacional utilizando o nome carioca dividido em dois termos da língua Tupi: Kari e Oca, e ao final foi escrito uma Carta da Terra com 109 recomendações adotada em várias recomendações da ONU e bancos multilaterais, como resultado da Conferência Mundial dos Povos Indígenas sobre Território, Meio Ambiente e Desenvolvimento, da qual participaram 750 indígenas e 92 organizações indígenas nacional e internacional..
Em 26 de julho de 2006, discursou na abertura da Conferência Regional das Américas, que tinha, como tema, "Avanços e Desafios no Plano de Ação contra o Racismo, Discriminação Racial, Xenofobia e Intolerâncias Correlatas". Em 9 de agosto de 2007, assumiu a gerência do Memorial dos Povos Indígenas de Brasília, sendo o primeiro indígena a assumir o cargo.
Contribuiu na demarcação das terras indígenas, entre outros, dos Yanomâmi em Roraima, dos Xavante e Txucarramãe em Mato Grosso, dos Pataxó Hã-hã-hãe na Bahia, dos Apurinã no Acre, dos Apinajé no Tocantins, dos Potiguara na Paraíba e dos Kayapó no Pará. Contribuiu na inclusão indígena no Projeto Pantanal e no Gasoduto Bolívia-Brasil, em Mato Grosso do Sul. Foi chefe de gabinete da Fundação Nacional do Índio e assessor do Ministro da Cultura. Foi criador do programa "A Voz do Índio" pela Rádio Nacional da Amazônia. Foi comentarista indígena do Jornal de Vanguarda da Rede Bandeirantes.
Foi idealizador dos Jogos dos Povos Indígenas e do Festival Nacional das Culturas e Tradições Indígenas, como ações afirmativas de iniciativas indígenas para o resgate da identidade cultural. É articulador dos direitos indígenas junto à Organização das Nações Unidas, à Organização dos Estados Americanos e aos programas dos bancos de fomento multilaterais. Participou da criação do Fórum Permanente da Organização das Nações Unidas sobre Questões Indígenas em Nova Iorque e da coalizão "Land is Life", e também dos debates e aprovação da Declaração da ONU sobre os Direitos dos Povos Indígenas.
Foi coordenador do Diálogo dos Pajés sobre a Proteção dos Conhecimentos Tradicionais no Brasil e junto à Organização Mundial da Propriedade Intelectual, em Genebra. Coordenou o tema indígena na Conferência Santiago +5, sobre igualdade racial. Coordenou a Comissão Indígena para o Acesso a Novos Conhecimentos e Tecnologias da Informação junto à União Internacional de Telecomunicações, dentro das metas da "Inclusão Digital e a Sociedade da Informação" na Organização das Nações Unidas.
É membro da Comissão Brasileira de Justiça e Paz. É conselheiro da Agência de Notícias do Direito da Criança e Adolescente. É o atual Presidente do Comitê Intertribal e coordenador do programa VIATAN – Central de Informações Indígenas. É coordenador do Fórum Indígena Internacional sobre Biodiversidade e do tema Conhecimento Tradicional e Espiritualidade na Cátedra Indígena Internacional.
Atualmente é coordenador do Conselho Internacional dos Jogos Mundiais dos Povos Indígenas, evento nascido dos sonhos indígenas do Brasil e organizado por seu irmão Carlos Terena, concretizado no ano de 2015 no Brasil quando reuniram-se pela primeira na história dos Povos Indígenas do mundo em torno de três mil indígenas, sendo 23 Povos do Brasil e 22 Países como celebração, reciprocidade e afirmação étnica, que contou com o apoio do Governo Brasileiro, da ONU, PNUD e UNESCO. Um evento que teve como Padrinho o Campeão Mundial de Futebol Cafú e a Cantora baiana Margareth Menezes. Na abertura típica indígena onde o Hino Nacional do Brasil foi cantado na língua indígena Ticuna da Amazônia brasileira, foi lida a memorável carta de apoio do Secretário Geral da ONU, Mr. Ban Ki Mon.